# Tearbridge production
tearbridge production（ティアブリッジ　プロダクション）は、アーティスト/クリエイターマネジメント＆レコードレーベルなどを業務とする音楽制作プロダクションである。
1999年、エイベックスのアーティストマネジメント会社アクシヴ(現エイベックスマネジメント)に在籍していた伊東宏晃氏が、それまで小室哲哉氏のマネージャーを担当していた経験からヒット曲が生まれる仕組みを学び、エイベックス社内に独自に楽曲制作やクリエイターのマネジメントが必要であると考え立ち上げた。
小室哲哉氏とエイベックスのプロデュース契約が終了する1998年頃から社内に捨てられてあるデモテープや送られてくるカセットテープを全て聞いて無名の新人作曲家を探すところから始まった。
長尾大、多胡邦夫、菊池一仁、ら作詞・作曲家のマネジメント組織として始まり、業界でも初期からエンタテインメントの360度ビジネスを展開、その後、ロードオブメジャー、木山裕策など新人育成からミリオンヒットを生み、エイベックスグループに所属しながらエイベックスらしくない作品を独自に育成、開発、スチャダラパー、the pillows、TRICERATOPS、TOKYO No1. SOULSET、難波章浩などのアーティストと契約、また、SEAMOの再ブレーク、mihimaruGTを育成しヒットを生み出した。所属している作曲家チームはエイベックスだけでなく他社レコードレーベルとも契約しヒット楽曲を生み出していった。
2019年以降は伊東宏晃氏の独立と共に会社として独立運営している。
tearbridgeの社名は伊東宏晃氏がリスペクトしている作品「あしたのジョー」に登場する"泪橋”に由来する。どん底から這い上がり明日の栄光を目指した矢吹丈のように、無名のクリエイター達が音楽で明日の栄光を目指す場所にしたいという想いからこの社名にした。
後に作者のちばてつや氏にこの想いを伝える手紙を送りちばてつや氏は喜んで社名の使用を許可した。
エイベックス以外のアーティストの曲も含め年数百曲を制作していた。

## 業務内容
- レーベル業務（レコード制作/宣伝業務全般）
  - ※ただし、レーベル発売・販売業務は同系列のレコード会社・エイベックス・マーケティングに委託
- マネージメント(アーティスト/クリエイター)業務
- プロデュース業務
- 音楽出版業務等

## ディレクション業務
- Every Little Thing
- globe
- SEAMO
- mihimaru GT
- the pillows
- TRAX
- RYUZO
- 玉木宏
- Rinka

## プロデュース業務
- Every Little Thing
- 大橋りえ
- All Japan Goith
- camino
- "キャプテンハッスル" 小川直也
- CEYREN
- 椿
- day after tomorrow
- plane
- Hoi Festa
- Rinka
- SEAMO
- mihimaru GT
- nangi

## レーベル業務
- tearbridge records
- tearbridge international
- 泪橋レコーズ

| 発売日         | タイトル                                                       | 規格品番   |
| -------------- | -------------------------------------------------------------- | ---------- |
| 2010年03月17日 | 『しんうちっ!』                                                | NFCD-27265 |
| 2011年09月28日 | 泪橋学園女子カバー部『P!! J-POPかば～っぽいどNON STOP MIX』    | NFCD-27312 |
| 2012年02月29日 | 泪橋学園女子カバー部『P!! アニソンかば～っぽいどNON STOP MIX』 | NFCD-27321 |

- Atomic Monster Records (広沢タダシ)
- TAD SOUND

| 発売日         | タイトル                                           | 規格品番   |
| -------------- | -------------------------------------------------- | ---------- |
| 2007年02月21日 | VERMILION SANDS『REVERB OVERDUB』                  | TBCB-1     |
| 2007年03月21日 | BUSHMIND『BRIGHT IN TOWN』                         | TBCB-2     |
| 2007年09月26日 | KING OF OPUS『Last』                               | TBCB-3     |
| 2008年09月24日 | クボタタケシ『クボタタケシMIX CD "NEO CLASSICS2"』 | NFCD-27111 |

- Roots（AIR）

### 提携業務
- エイベックス
  - avex trax（Every Little Thing、globe（avex globe）、TRAX、the pillows、ストロボ、大島麻衣）
  - rhythm zone（倖田來未）
- エイベックス以外
  - ユニバーサル ミュージック
    - UNIVERSAL J（mihimaru GT、SEAMO）
    - FETR（玉木宏）

  - EPIC Records Japan（nangi）

## 過去所属アーティスト
| アーティスト名            | 読み                               | 所属期間                      | 備考 |
| ------------------------- | ---------------------------------- | ----------------------------- | --- |
| arvin homa aya            | アーヴィンホマアヤ                 | 2008年〜2010年                | |
| 相沢巧弥子                | あいざわくみこ                     | 2006年〜2008年                | 活動停止 |
| "E"qual                   | イコール                           | 2008年〜2010年                | MS Entertainmentに移籍 |
| 石塚英彦                  | いしづかひでひこ                   | 2010年                        | お笑いタレント |
| 牛島隆太                  | うしじまりゅうた                   | 2010年                        | 歌スタ!!出身者 |
| UZUMAKI                   | うずまき                           | 2008年〜2010年                | ユニバーサルから移籍 |
| Oh No Ono                 | オーノーオノ                       | 2009年                        | デンマークの音楽グループ |
| Operator Please           | オペレータープリーズ               | 2008年                        | オーストラリアのバンド |
| 甲斐名都                  | かいなつ                           | 2008年〜2010年                | 「kainatsu」に改名。2012年Delicious Deli Recordsに移籍                                                                            |
| 勝手にしやがれ - 武藤昭平 | かってにしやがれ むとうしょうへい  | 2008年〜2009年 2009年〜2010年 | Epic Recordsから移籍 2011年UKプロジェクトに移籍                                                                                   |
| 金築卓也                  | かなつきたくや                     | 2006年                        | 2011年自主レーベル&事務所エリート・エンターテイメントを設立                                                                       |
| camino                    | カミーノ                           | 2008年〜2009年                | 2011年11月23日活動休止 |
| 上木彩矢                  | かみきあや                         | 2009年〜2012年                | フォーライフ→WEED→GIZA studio→tearbridge→ポニーキャニオン                                                                         |
| 木山裕策                  | きやまゆうさく                     | 2008年〜2009年                | 2016年ユニバーサルミュージックに移籍                                                                                              |
| Good Dog Happy Men        | グッドドッグハッピーメン           | 2006年〜2010年                | 2010年6月活動休止 |
| クボタタケシ              | クボタタケシ                       | 2009年                        | DJ・リミキサー。元キミドリメンバー                                                                                                |
| クラブ8                   | クラブエイト                       | 2008年                        | スウェーデンの音楽グループ |
| COKEHEAD HIPSTERS         | コークヘッドヒップスターズ         | 2011年                        | |
| ザ・ゴー!チーム           | ザゴーチーム                       | 2007年                        | イギリスのバンド |
| 斎藤誠                    | さいとうまこと                     | 2007年〜2008年                | 日本コロムビア→アルファレコード→エピック→アンティノスレコードから移籍                                                             |
| THE SAX NIGHT             | ザサックスナイト                   | 2009年                        | 2010年UK.PROJECT inc.に移籍 |
| the generous              | ジェネラス                         | 2008年〜2009年                | 2010年頃活動停止 |
| しがせいこ                | しがせいこ                         | 2010年                        | angelicに移籍 |
| Justin James              | ジャスティンジェームス             | 2008年                        | カナダのミュージシャン |
| ジョー・ボナマッサ        | ジョーボナマッサ                   | 2009年〜2010年                | アメリカのシンガーソングライター                                                                                                  |
| 睡蓮                      | スイレン                           | 2007年〜2009年                | |
| スチャダラパー            | スチャダラパー                     | 2008年〜2010年                | エピックソニー→キューンソニー→東芝EMI→ワーナーミュージック・ジャパン→ インディーズ→ユニバーサルから移籍、現在は特定レーベル無所属 |
| STAIREO                   | ステレオ                           | 2006年〜2007年                | スウェーデンのバンド |
| Struggle For Pride        | ストラグルフォープライド           | 2006年                        | tearbridge→felicity→cutting edge                                                                                                  |
| SLY MONGOOSE              | スライマングース                   | 2009年                        | 2011年P-VINEに移籍 |
| セカイイチ                | セカイイチ                         | 2010年〜2013年                | 2014年自主レーベル「Anaheim Records」を設立                                                                                       |
| センチライン              | センチライン                       | 2006年〜2007年                | 2008年1月解散 |
| 多胡邦夫                  | たごくにお                         | 2004年                        | |
| DAKOTA STAR               | ダコタスター                       | 2006年〜2007年                | |
| Chase & Status            | チェイスアンドステイタス           | 2009年                        | イギリスの音楽グループ |
| 土屋公平                  | つちやこうへい                     | 2008年〜2009年                | |
| DJ HICO                   | ディージェイヒコ                   | 2010年                        | |
| DJ MAAR                   | ディージェイマー                   | 2009年                        | |
| DEXPISTOLS                | デックスピストルズ                 | 2010年〜2014年                | 2015年1月31日をもって無期限活動休止                                                                                               |
| TOKYO No.1 SOUL SET       | トーキョーナンバーワンソウルセット | 2008年〜2011年                | 江戸屋レコード→SPEEDSTAR RECORDS→tearbridge→avex trax                                                                             |
| Tokyo Police Club         | トーキョーポリスクラブ             | 2008年                        | カナダのバンド |
| TOKYO MOOD PUNKS          | トーキョームードパンクス           | 2008年〜2009年                | 活動停止 |
| TRICERATOPS               | トライセラトップス                 | 2008年〜2012年                | エピック→Victor→tearbridge→TRINITY ARTIST                                                                                         |
| TRIPLANE                  | トライプレイン                     | 2004年〜2015年                | 2017年自主レーベル「EZOGASHIMA LABEL」を設立                                                                                      |
| Dramatic Crew             | ドラマティッククルー               | 2009年                        | 2011年avex traxに移籍 |
| 仲田まさえ                | なかだまさえ                       | 2003年                        | 沖縄民謡歌手・女優 |
| nangi                     | ナンジ                             | 2007年                        | 2007年6月エピックレコードジャパンよりメジャーデビュー                                                                             |
| 難波章浩-AKIHIRO NAMBA-   | なんばあきひろ                     | 2010年〜2013年                | 2013年ONECIRCLEに移籍しバンドNAMBA69を結成                                                                                        |
| nitt                      | ニット                             | 2007年                        | |
| Half-Life                 | ハーフライフ                       | 2009年〜2012年                | 2013年SHELTER UNITEDに移籍 |
| Purple Days               | パープルデイズ                     | 2009年〜2013年                | 2013年3月活動休止 |
| HI-D-"RIDE"w/t new trial- | ハイディー                         | 2009年                        | |
| Patrick Watson            | パトリックワトソン                 | 2009年                        | カナダのミュージシャン |
| THE HELLO WORKS           | ザハローワークス                   | 2007年                        | |
| Band of Horses            | バンドオブホーセズ                 | 2008年                        | アメリカのバンド |
| BOO BEE BENZ              | ブービーベンツ                     | 2005年                        | 2012年5月解散 |
| 古内東子                  | ふるうちとうこ                     | 2008年〜2011年                | Sony Records→FLIGHT MASTER→tearbridge records→ avex trax→UNIVERSAL SIGMA                                                          |
| PULLTOP JUICE             | プルトップジュース                 | 2003年〜2005年                | 解散 |
| PERIDOTS                  | ペリドッツ                         | 2010年〜2013年                | 東芝EMI→Island→tearbridge records→Bauxite Music wy.                                                                               |
| BORIS                     | ボリス                             | 2011年〜2014年                | Daymare Recordingsに移籍 |
| ミサイルイノベーション    | ミサイルイノベーション             | 2005年〜2006年                | |
| Mishka (musician)         | ミシカ                             | 2009年〜2010年                | バミューダ諸島出身のシンガー |
| 三宅伸治                  | みやけしんじ                       | 2007年                        | |
| monokuro                  | モノクロ                           | 2009年                        | 2011年2月26日無期限活動休止 |
| YAK.                      | ヤック                             | 2009年〜2010年                | Anges Recordsに移籍 |
| regurgitator              | リガージテーター                   | 2006年                        | オーストラリアのバンド |
| ザ・ルーズドッグス        | ザルーズドッグス                   | 2004年                        | 2005年cutting edgeに移籍。2010年6月解散                                                                                           |
| REI MASTROGIOVANNI        | レイマストロジョバンニ             | 2006年〜2007年                | |
| ロードオブメジャー        | ロードオブメジャー                 | 2002年〜2004年                | 2004年11月JUNK MUSEUMに移籍。2007年7月解散                                                                                        |
| Robots In Disguise        | ロボッツインディスガイズ           | 2009年                        | イギリスのバンド |

### Atomic Monster Records
- 広沢タダシ (2005年〜2018年)（東芝EMIから移籍）

## 所属クリエイター
- ats-
- 阿部靖広
- 五十嵐充
- 井筒"Growth"伸太郎
- 伊橋成哉
- 大谷靖夫
- 大西克巳
- Kenn Kato(作詞)
- 菊池一仁
- 北野正人
- 葛谷葉子
- 佐原けい子
- 鮫島巧
- 新刀康充
- 鈴木大輔
- 鈴木秋則
- 多胡邦夫
- tasuku
- 檀上鎮孝
- 中野雄太
- 中村康就
- BOUNCEBACK
- 萩原慎太郎
- 原田憲
- HIKARI
- 日比野元気
- 日比野裕史
- 水島康貴
- 南俊介
- 三宅光幸
- 森元康介
- 山崎つとむ
- 湯汲哲也
- 吉田将樹
- 渡辺徹